# Pandemic Studios
Pandemic Studios — колишня компанія-розробник відеоігор, заснована в 1998 році, дочірня компанія Electronic Arts у період з 2007 по 2009 роки, після чого компанія була ліквідована, а частина співробітників розподілена іншими студіями EA. Спершу була незалежною. Найпопулярніші ігри компанії: Full Spectrum Warrior, Star Wars: Battlefront, Destroy All Humans!, Mercenaries 2 і The Saboteur.

## Історія
Компанія Pandemic Studios, заснована Джошом Резником, що став згодом її президентом, і Ендрю Ґолдманом, який отримав роль генерального директора, — обидва раніше працювали в Activision, яка інвестувала Pandemic і активно допомагала у становленні молодої студії, зокрема, довірила їй деякі свої тайтли: Battlezone II і Dark Reign 2 були сиквелами ігор Activision.
У 2000 році компанія відкрила свою другу студію в околицях Брисбена — Фортит'юд Валі (англ. Fortitude Valley). Першою грою нової студії стала стратегія Army Men: RTS 2002 року випуску, консольний проєкт на рушії гри Dark Reign 2. Брисбенська Pandemic пізніше розробила шутер Destroy All Humans!.
У 2003 році Лос-Анджелесівська студія переїхала з місця свого заснування до Санта-Моніки, хмарочосу у Вествуді.
У листопаді 2005 року було оголошено, що Pandemic Studios і BioWare працюватимуть в тісному партнерстві, і союз буде інвестувати приватний фонд Elevation Partners.
11 жовтня 2007 року стало відомо, що VG Holding Corp., власника контрольних акцій Pandemic Studios і BioWare, придбає Electronic Arts за умови підтримки покупки Федеральною Торговельною Комісією США.
У лютому 2009 року студія в Брісбені була закрита.
У листопаді 2009 року Electronic Arts поставив під скорочення понад 1500 співробітників, куди й потрапили всі працівники Pandemic. 17 листопада EA офіційно підтвердила закриття компанії, були звільнені 228 співробітників, залишені лише 35 для подальшої підтримки The Saboteur і не анонсованого проєкту Mercs Inc. Уже в складі EA Los Angeles (але торгова марка «Pandemic Studios» буде збережена). У відповідь на це, кілька колишніх працівників зняли прощальний кліп, де вони, розлючені, розбивають принтер на шматки а-ля «офіс-style».
Усі супутні форуми були закриті.

## Ігри
Pandemic Studios розробила перші два тайтли успішної серії Star Wars: Battlefront — Star Wars: Battlefront і Star Wars: Battlefront II — а також Full Spectrum Warrior і Mercenaries. Також студія розробила останню гру в серії Army Men, виданою 3DO — Army Men: RTS. Останнім проєктом студії стала гра про Другу Світову The Saboteur, яку журналісти охрестили «лебединим танцем» Pandemic Studios.
На час закриття студії в розробці були ще кілька проєктів, а саме Project X та Y, які були перераховані на офіційному сайті Pandemic. Проєкт X розроблявся з 2007 року, а проєкт Y — з 2009 року. Незабаром після закриття студії було встановлено, що проєкт Y — це Mercs Inc., новий тайтл у серії «найманців», який наразі розробляється Pandemic Studios в EA LA. Багато проєктів, які розроблялися в студії Брисбена були скасовані після його закриття, у тому числі The Dark Knight і дві неоголошені гри, Project B і Q.